# 東港区
東港区（とうこう-く）は、中華人民共和国山東省日照市に位置する市轄区。

## 行政区画
- 街道:日照街道、石臼街道、秦楼街道、臥竜山街道、両城街道
- 鎮:河山鎮、後村鎮、西湖鎮、陳疃鎮、南湖鎮、三荘鎮、濤雒鎮